# متلازمة ماوكلي
«متلازمة ماوكلي» مصطلح استخدمته ويندي دونيجر أوفلاهيرتي في كتابها Other Peoples’ Myths: The Cave of Echoes (أساطير الشعوب الأخرى: كهف الأصداء) في عام 1995 لوصف الشخصيات الأسطورية التي نجحت في الربط بين عالم الحيوان وعالم الإنسان ليصبحا شيئًا واحدًا مع الطبيعة، كالحيوان البشري، حيث تقع فقط بين العالمين، فهي ليست حيوانًا كاملًا وليست إنسانًا تامًا.
ويعتبر مصطلحًا وصفيًا نادر الاستعمال لوصف ما يطلق عليه اسم الأطفال الوحشيين؛ حيث إن «متلازمة ماوكلي» ليست مرضًا نفسيًا أو فسيولوجيًا معروفًا. وقد اشتُق المصطلح من اسم شخصية ماوكلي، وهي إحدى الشخصيات الخيالية لطفل متوحش ورد في مؤلَّف روديارد كيبلينغ تحت عنوان كتاب الأدغال (The Jungle Book).
ويُطلق اسم "متلازمة ماوكلي" أيضًا على ما يعرف بـ "متلازمة صغر الرأس" أو "متلازمة مايكروسيفالي"، وهي حالة طبية تتسم بحجم رأس أصغر من المتوقع للعمر أو الجنس. يمكن أن يكون صغر الرأس نتيجة لعدة أسباب، بما في ذلك العوامل الجينية، أو العوامل البيئية، أو التعرض لعوامل خطر مثل الإشعاع أثناء الحمل.